# Akwa’ala jezik
Akwa’ala jezik (paipai; ISO 639-3: ppi), jezik Akwa’ala ili Paipai Indijanaca na sjeveru meksičke države Baja California Norte. Pripada porodici juma. 300 govornika (1990 popis).
Jedini je predstavnik podskupine pai.

## Akwa’ala rječnik
- jedan	Acitdek
- dva	Kowûk
- tri 	Homuk
- četiri   Hupak
- pet 	Sirûp
- čovjek  Pa'hami
- žena 	Mimusi
- pas /životinja/  Xat
- Sunce 	Enya
- Mjesec   Hülû'
- voda 	Ahah[2]

## Vanjske poveznice
- Ethnologue (14th)
- Ethnologue (15th)